# Deseada
Deseada är en kon i Spanien.   Den ligger i regionen Kanarieöarna, i den sydvästra delen av landet, 1 800 km sydväst om huvudstaden Madrid. Toppen på Deseada är 1 920 meter över havet. Deseada ligger på ön Isla de La Palma.
Terrängen runt Deseada är huvudsakligen bergig, men den allra närmaste omgivningen är kuperad. Närmaste större samhälle är Los Llanos de Aridane, 12,7 km nordväst om Deseada. 